# Radiotélégraphiste
Pour les articles homonymes, voir Radio.

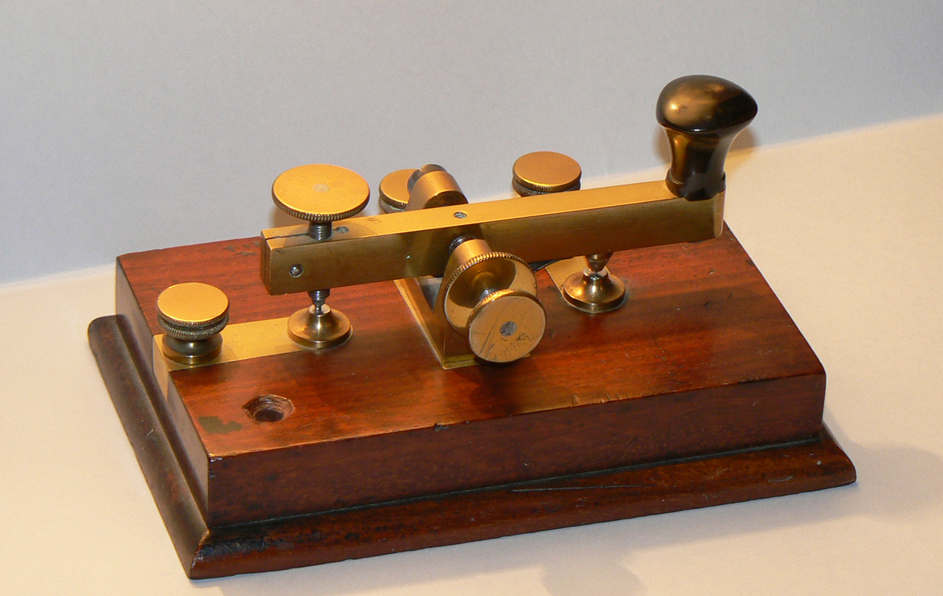
Manipulateur morse radiotélégraphique.

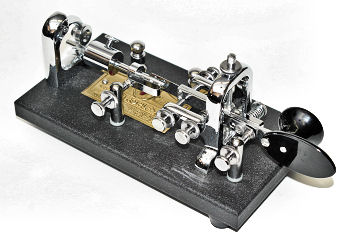
Manipulateur radiotélégraphique Vibroplex à grande vitesse (30 mots par minute)

Le radiotélégraphiste est un opérateur radio utilisant l’Alphabet morse par la radiotélégraphie, une technique de transmission sans fil par onde radio. Il peut également prendre le nom de marconiste, du nom de l'inventeur Guglielmo Marconi.

## Domaines

### Radiotélégraphiste professionnel ou métier de radiotélégraphiste
- Radiotélégraphiste de navire de la marine marchande
- Radiotélégraphiste de station côtière
- Radiotélégraphiste aéronautique (radio-navigant)
- Radiotélégraphiste de l'administration des Postes et Télégraphes
- Radiotélégraphiste de chemin de fer
- Opérateur de radio-goniométrie au sol
- Opérateur télégraphiste des chemins de fer en Amérique du Nord

### Radiotélégraphiste des forces armées
- Sapeur télégraphiste

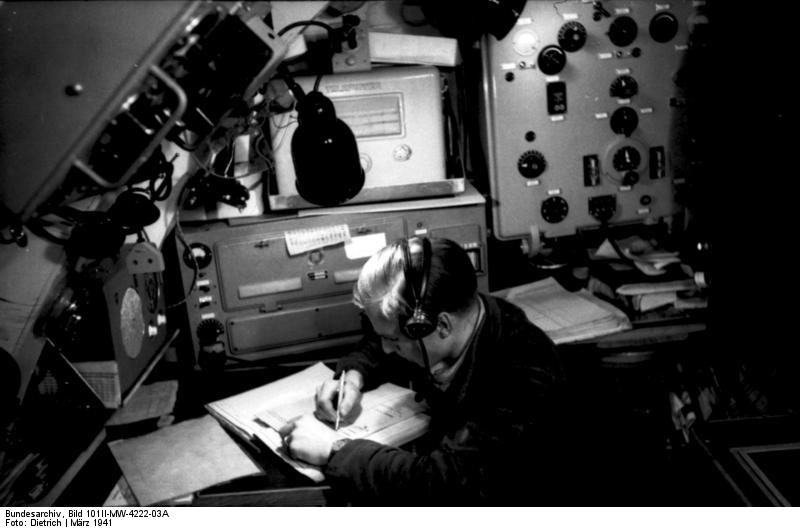
Local radio du sous-marin U-124

- Régiment de transmissions français
- Transmissions dans l'armée française
- 8e régiment de transmissions

En France, la radiotélégraphie professionnelle est encore pratiquée à l'armée pour les transmissions, dans le cas où tous les autres moyens de communication sont brouillés, fortement parasités ou hors d'état de fonctionnement. Aujourd'hui encore, de nombreuses armées dans le monde (dont l'armée française) forment à la transmission par radiotélégraphie.

### Radiotélégraphiste amateur et loisir
- Certificat de radiotélégraphiste du service radioamateur.